# Pjätteryds socken
Pjätteryds socken i Småland ingick i Sunnerbo härad i Finnveden, ingår sedan 1971 i Älmhults kommun och motsvarar från 2016 Pjätteryds distrikt i Kronobergs län.
Socknens areal är 132,88 kvadratkilometer, varav land 115,20. År 2000 fanns här 598 invånare. Kyrkbyn Pjätteryd med sockenkyrkan Pjätteryds kyrka ligger i socknen. 

## Administrativ historik
Pjätteryds socken har medeltida ursprung. 
Vid kommunreformen 1862 övergick socknens ansvar för de kyrkliga frågorna till Pjätteryds församling och för de borgerliga frågorna till Pjätteryds landskommun. 1928 avsöndrades den sydligaste delen av Pjätteryds landskommun och församling till Älmhults köping. Landskommunen uppgick 1952 i Göteryds landskommun, vilken 1971 i sin tur uppgick i Älmhults kommun.
1 januari 2016 inrättades distriktet Pjätteryd, med samma omfattning som församlingen hade 1999/2000. 
Socknen har tillhört samma fögderier och domsagor som Sunnerbo härad. De indelta soldaterna tillhörde Kronobergs regemente, Allbo kompani och Smålands grenadjärkår, Sunnerbo kompani.

## Geografi
Pjätteryds socken ligger väster om Möckeln kring Helge å och Bökönasjön. Socknen är en skogsbygd, rik på mossar och i väster finns större myrmarker, bland annat Vissle myr.
I orten ligger den tidigare bruksorten Gustavsfors.
Byn Oshult bestod under medeltiden av ett antal frälsegårdar. Dessa samlades under 1500-talet till en öster- och en västergård, som i sin tur under 1600-talet sammanfogades till ett säteri. Säteriet delades sedermera upp och återgick till Oshult östre- och västregård, vilka utgör stommarna för de två äldre kvarvarande gårdarna i byn. Till västregården hör Björkö, en ö i Helge å, där en dansbana varit plats för många danstillställningar och där evenemang, bl.a. den lokala idrottsföreningens julmarknad, anordnas än idag. Här finns också en gammalmodig valvbro från början av 1800-talet som lär ha konstruerats av Bro-Nisse i Hamneda (Nils Nilsson, 1797-1862), systerson till Pehr Henrik Ling.

## Näringsliv
Skogsbruk är många gånger en viktig inkomstkälla för de bofasta i socknen, men de flesta arbetar i de närliggande större orterna Älmhult och Ljungby. En del mindre fastigheter är i dag sommarstugor som ägs av danskar, ofta från Köpenhamnsområdet. 

## Fornminnen
En boplats och ett tiotal hällkistor från stenåldern samt några gravrösen från bronsåldern är kända.

## Namnet
Namnet (1400 Piäderyz), taget från kyrkbyn, har ett förled som kan vara pjätt, litet barn och efterledet ryd, röjning.

## Övrigt
I Pjätteryd finns bygdeföreningen Brogård, samt idrottsföreningen Pjätteryds IF. 
I byn Klöxhult, då en del av Pjätteryd, numera en del av Älmhult, föddes Ikea:s grundare och ägare Ingvar Kamprad år 1926. Han växte dock upp på gården Älmtaryd (Elmtaryd) i Pjätteryds grannsocken i norr, Agunnaryd.
Socknen drabbades mycket hårt av orkanen Gudrun i januari 2005 då en stor del av den avverkningsmogna granskogen blåste ner.

### Fotnoter
1. 1 2 3  Svensk Uppslagsbok andra upplagan 1947–1955: Pjätteryd socken
2. 1 2  Harlén, Hans; Harlén Eivy (2003). Sverige från A till Ö: geografisk-historisk uppslagsbok. Stockholm: Kommentus. Libris 9337075. ISBN 91-7345-139-8
3. ↑  Administrativ historik för Pjätteryd socken (Klicka på församlingsposten). Källa: Nationella arkivdatabasen, Riksarkivet.
4. 1 2  Sjögren, Otto (1931). Sverige geografisk beskrivning del 2 Östergötlands, Jönköpings, Kronobergs, Kalmar och Gotlands län. Stockholm: Wahlström & Widstrand. Libris 9939
5. 1 2 3  Nationalencyklopedin
6. ↑  ”Klara - Volym - AGUNNARYDS HEMBYGDSFÖRENING/Fotografier/F3/9”. webtjanst.ljungby.se. https://webtjanst.ljungby.se/klara/public/volume/VolumeView.jsp?VolumeID=45723. Läst 16 mars 2020.[död länk]
7. ↑  ”Svinaberga och Svinabergabron eller Bergagårdsbron”. www2.visitalmhult.se. Arkiverad från originalet den 21 januari 2022. https://web.archive.org/web/20220121230532/http://www2.visitalmhult.se/sv/se-gora/489432/svinaberga-och-svinabergabron-eller-bergag%C3%A5rdsbron/detaljer. Läst 16 mars 2020.
8. ↑  Fornlämningar, Statens historiska museum: Pjätteryds socken
9. ↑  Fornminnesregistret, Riksantikvarieämbetet: Pjätteryds socken Fornminnen i socknen erhålls på kartan genom att skriva in sockennamn (utan "socken") i "Ange geografiskt område"